# Кульмино Большое
Кульмино Большое — деревня в Холмогорском районе Архангельской области.

## География
Находится в центральной части Архангельской области на расстоянии приблизительно 5 км на -запад-северо-запад по прямой от села Емецк на берегах озера Кульмино.

## История
В 1859 году здесь (тогда деревня Холмогорского уезда Архангельской губернии) было учтено 6 дворов, в 1905 — 16. До 2022 года входила в Емецкое сельское поселение до его упразднения.

## Население
Численность населения: 44 человека (1859 год), 99 (1905), 0 как в 2002 году, так и в 2010.